# Macropanesthia kraussiana
Macropanesthia kraussiana är en kackerlacksart som först beskrevs av Henri Saussure 1873.  Macropanesthia kraussiana ingår i släktet Macropanesthia och familjen jättekackerlackor. Inga underarter finns listade i Catalogue of Life.